# Hilario Martínez Caballero
Hilario Martínez Caballero (Marín, Nuevo León; 1 de noviembre de 1872 - Monterrey, Nuevo León; 11 de abril de 1931) fue un político mexicano que fue alcalde de Monterrey entre 1921 y 1922
Nació en Marín, Nuevo León, 1 de noviembre de 1872 siendo hijo de Agustín Martínez y de Luisa Caballero de Martínez. Estudió en el Colegio Civil de Monterrey y fue regidor del Ayuntamiento de la ciudad en 1913, 1914, 1919 y 1929. Fue elegido alcalde suplente de Monterrey en 1920, y al año siguiente fue elegido alcalde propietario, sustituyendo a Ignacio Sepúlveda, ejerciendo el cargo también en 1922, entregándolo a Leocadio M. González. Antes fue diputado a la XXXVIII Legislatura local en 1919. Don Hilario Martínez murió en Monterrey el 11 de abril de 1931 y fue sepultado en el Panteón Dolores. Una calle de la ciudad de Monterrey lleva su nombre.